# Церковь Воздвижения Креста Господня (Костино)
Церковь Воздвижения Креста Господня (Церковь Захарии и Елисаветы в Костино) — приходской храм Рузского благочиния Одинцовской епархии Русской православной церкви в деревне Костино Московской области.
Адрес: Московская область, Рузский район, деревня Костино.

## История
Храм Воздвижения Креста Господня в деревне Костино был возведен в 1853 году тайным советником, обер-гофмейстером Алексеем Фёдоровичем Львовым как домовая церковь в честь Праведной Елисаветы. Здание церкви было каменным с такой же колокольней, престолов в ней один — во имя праведные Елизаветы, причта при церкви не положено, земли при ней не имелось. На внутренней западной стене церкви сохранилась написанная маслом храмозданная доска.
Согласно Клировым ведомостям, в 1864 году этот храм был приписным к храму Обновления Храма Воскресения Христова села Кожина Рузского уезда, построенного в 1842 году. Приписной церковь в Костине оставалась и в последующее время, так в Клировых ведомостях за 1902 год указано:

«К сей (с. Кожина) церкви есть приписная — домовая церковь во имя Праведныя Елизаветы в сельце Костине в имении потомственного почётного гражданина Стефана Иванова Тихонова, которая от приходской церкви отстоит в 3-х верстах; каменная с таковою же колокольнею, прочна крыта железом; устроена в 1853 году тщанием действительного Советника Алексея Фёдоровича Львова. Престолов в ней 1 во имя Праведной Елизаветы. Утварью достаточна. Богослужение в оной церкви совершается причтом села Кожина. Земли при ней нет».
 (ЦИАМ, ф. 1371. оп. 1.д. 1,л. 47 об-48.).

До 1937 года в храме совершались праздничные и воскресные богослужения. Затем он был закрыт и разорён, в его здании располагался склад, позже — сельский клуб. В годы Великой Отечественной войны не пострадал.
В 1990-х годах в Костино была создана церковная община, зарегистрированная как Кресто-Воздвиженская, приписная к Казанской церкви в селе Поречье Рузского района. В 2003 году началось восстановление храма.
Церковь Воздвижения Честного Животворящего Креста Господня в д. Костино Рузского района является выявленным объектом культурного наследия (Распоряжение Министерства культуры Московской области от 18.02.2004 г. № 25-р).